# 春原莊的管理員小姐
《春原莊的管理員小姐》是由創作的日本四格漫畫作品，自一迅社的漫畫雜誌《漫畫4格Palette》2014年7月號開始連載。2017年11月宣布電視動畫化。《漫畫4格Palette》2022年4月號休刊，本作改至《月刊Comic REX》連載，於2022年5月號至2022年10月號連載完畢。單行本全8冊。

## 故事簡介
椎名亞樹為了讓自己更有男子氣概，藉著升上中學的機會前往東京生活並入住學生宿舍「春原莊」。而在那裡等著他的，是帶有母性光輝的管理員大姐姐與三位學姐。

## 登場人物
※聲優為廣播劇、紀念PV版及電視動畫版。
春原彩花（聲：佐藤利奈）
春原莊的管理員。胸部大而柔软，家务全能，为人亲切，却不把椎名亚树当男人看待，经常用自己的身体贴着亚树使其困扰。
酒量很差，一喝醉就会变成接吻狂魔，管理员的工作是从祖母那里继承下来的。
椎名亞樹（聲：喜多村英梨）
外表不像男性的少年，为了使自己看起来更男孩子气而从静冈来到东京入读棚町中学。
入住春原庄后才发现除了自己周围都是女孩子，而自己则很少被当做异性看待，青春期的袭扰也让他很困惑。
喜欢可爱的东西，但因不能表达出来只能两眼巴巴。对自己有没有姐姐这个问题十分敏感。
雪本柚子（聲：高森奈津美）
春原莊住戶，棚町中學學生會長。身材矮小，为了不使自己身材矮小被发现而带着金属发箍。
成绩优秀，追随者众多，也是春原庄里唯一将亚树当男孩子看的人，不擅长谈论恋爱和恐怖话题。
月見里堇（聲：瀨戶麻沙美）
春原莊住戶，棚町中學學生會副會長。身材高挑性格高冷，对小巧可爱的东西完全没有抵抗力（亦即也喜欢雪本柚子）。
也不把亚树当男孩子看，上厕所时喜欢拉着亚树一起去，并且会时不时教给他一些人生的经验。
風見百合（聲：宮本侑芽）
春原莊住戶，棚町中學學生會書記。虽然总是满面笑容，但看起来像是在秘密策划着什么。
在看到柚子和堇在一起时总会妄想。
擅长服装制作，曾想让亚树强行穿女装，当然也不把亚树当作男生看待。
春原菜菜（聲：佐倉綾音）
彩花的妹妹，高中生。春原庄曾经的住户，和姐姐彩花一样有着高挑的身材，但皮肤是古铜色。初中时做过学生会长，成绩优秀。
喜欢捉弄亚树，尽管因此与姐姐形成了竞争，但姐妹关系依旧很好。
椎名茉莉（聲：茅野愛衣）
亞樹的姐姐。像妹妹一样宠爱亚树，已经达到过度保护级别，内心很孩子气。
路痴，曾在找到春原庄后找不到回家的路。
来到春原庄的目的是把亚树带回去，却在“谁能更好地照顾亚树”上输给了春原彩花。
转校到了春原菜菜所在的高中。
小園井舞子（聲：中岛爱）
與菜菜同個高中的朋友。
內藤莓愛（聲：長妻樹里）
與菜菜同個高中的朋友。
八穗錦（聲：伊藤靜）
八穗酒店的老闆。

## 出版書籍
| 冊數 | 一迅社         | 一迅社                                        | 東立出版社    | 東立出版社             |
| 冊數 | 發售日期       | ISBN                                          | 發售日期      | ISBN                   |
| ---- | -------------- | --------------------------------------------- | ------------- | ---------------------- |
| 1    | 2015年6月22日  | ISBN 978-4-75-808238-9                        | 2018年8月20日 | ISBN 978-957-26-1620-8 |
| 2    | 2016年7月22日  | ISBN 978-4-75-808268-6 ISBN 978-4-75-808269-3 | 2020年1月6日  | ISBN 978-957-26-1621-5 |
| 3    | 2017年11月22日 | ISBN 978-4-75-808299-0                        | 2023年5月11日 | ISBN 978-957-26-1622-2 |
| 4    | 2018年9月21日  | ISBN 978-4-75-808314-0                        |               |                        |
| 5    | 2019年10月23日 | ISBN 978-4-7580-8335-5 ISBN 978-4-7580-8336-2 |               |                        |
| 6    | 2020年10月22日 | ISBN 978-4-7580-8354-6                        |               |                        |
| 7    | 2021年10月21日 | ISBN 978-4-7580-8373-7                        |               |                        |
| 8    | 2022年10月27日 | ISBN 978-4-7580-8381-2 ISBN 978-4-7580-8382-9 |               |                        |

## 電視動畫

### 主題曲
片頭曲「Bitter Sweet Harmony」 
作詞、作曲、編曲：kz，主唱：中島愛
片尾曲
作詞：岩里祐穗，作曲、編曲：白戶佑輔，主唱：下地紫野

### 各話列表
| 話數 | 日文標題 | 中文標題                 | 劇本     | 分鏡     | 演出     | 作畫監督                                                          | 總作畫監督        | 片尾插畫    |
| ---- | -------- | ------------------------ | -------- | -------- | -------- | ----------------------------------------------------------------- | ----------------- | ----------- |
| #1   |          | 春風 上京 管理員小姐     | 志茂文彥 | 湊未來   | 井上圭介 | 高橋瑞紀                                                          | 平田和也          | 平田和也    |
| #2   |          | 特訓 喀嚓喀嚓 可怕的東西 | 永井真吾 | 伊部勇志 | 伊部勇志 | 今田茜、水崎健太                                                  | 平田和也          |             |
| #3   |          | 前輩 換衣服 偽娘         | 山田由香 | 井上圭介 | 五味伸介 | 五味伸介、西尾聰美                                                | 平田和也          | 荒井切利    |
| #4   |          | 入梅 結婚 膝枕           | 志茂文彥 | 伊藤浩二 | 伊藤浩二 | 福地和浩、藁科將人 青木真理子、澤入祐樹 古谷梨繪、水崎健太 山口菜 | 平田和也          | 箕星太朗    |
| #5   |          | 西瓜 老師 醉鬼           | 山田由香 | 小寺勝之 | 堀內勇冶 | 澤入祐樹、古谷梨繪 水崎健太、壽夢龍 前原薰、秋田英人              | 平田和也          | Mika Pikazo |
| #6   |          | JK 泳裝 暑假             | 永井真吾 | 湊未來   | 伊部勇志 | 今田茜、久松沙紀 佐藤香織、高橋瑞紀                               | 平田和也          | 宮元一佐    |
| #7   |          | 妖怪 作業 按摩           | 志茂文彥 | 井上圭介 | 井上圭介 | 正木優太、服部憲知 和田賢人、吉田肇 川口弘明                      | 平田和也 山吉一幸 | 津路參汰    |
| #8   |          | 掏耳朵 迷路 煙火         | 山田由香 | 二瓶勇一 | 五味伸介 | 西尾聰美、水崎健太 今田茜、佐藤香織 高橋瑞紀、藤田亞耶乃          | 平田和也          | 八重樫南    |
| #9   |          | 烤番薯 照顧 看板娘       | 永井真吾 | 河村智之 | 堀內勇冶 | 古谷梨繪、秋田英人 藪田祐希、藁科將人 壽夢龍                      | 平田和也          | 酷教信徒    |
| #10  |          | 換裝 企鵝 扮姐姐         | 山田由香 | 二瓶勇一 | 伊部勇志 | 佐藤香織、今田茜 水崎健太、重國浩子 本田創一                      | 平田和也          |             |
| #11  |          | 來襲 超甜 招待           | 永井真吾 | 伊藤浩二 | 伊藤浩二 | 高橋敦子、秋田英人 古谷梨繪、藁科將人 若山政志、櫻井司            | 平田和也          |             |
| #12  |          | 被爐 年末 聖誕老人       | 志茂文彥 | 湊未來   | 井上圭介 | 高橋瑞紀、今田茜 水崎健太、竹森由加                               | 平田和也          |             |

### 藍光與DVD
| 卷數 | 發售日期       | 收錄話數       | 規格編號  | 規格編號  |
| 卷數 | 發售日期       | 收錄話數       | 藍光      | DVD       |
| ---- | -------------- | -------------- | --------- | --------- |
| 1    | 2018年9月28日  | 第1話－第3話   | DMPXA-020 | DMPBA-034 |
| 2    | 2018年10月26日 | 第4話－第6話   | DMPXA-021 | DMPBA-035 |
| 3    | 2018年11月30日 | 第7話－第9話   | DMPXA-022 | DMPBA-036 |
| 4    | 2018年12月21日 | 第10話－第12話 | DMPXA-023 | DMPBA-037 |

### 播映平台
日本地區於2018年7月5日21時00分（UTC+9）於AT-X首播，中國大陸由bilibili和QQ動漫於20時00分（UTC+8）同步更新一集。2018年8月15日QQ動漫改名為騰訊波洞。
| 播映地區         | 播映平台 | 備註   |
| ---------------- | -------- | ------ |
| 香港、澳門、台灣 | bilibili | [ 14 ] |

## 外部連結
- 《春原莊的管理員小姐》於一迅社的特設頁面 （页面存档备份，存于）（日語）
- 电视动画《春原莊的管理員小姐》官方网站 （页面存档备份，存于）（日語）
- 电视动画《春原莊的管理員小姐》的X（前Twitter）（日語）
- 电视动画《春原莊的管理員小姐》的新浪微博（中文）
- 电视动画《春原庄的管理人小姐》Bilibili官方账号 （页面存档备份，存于）